# منظمة إعادة بناء القرى
منظمة إعادة بناء القرى منظمة غير حكومية في غونتور، أندرا براديش، الهند. وهي تدعم قرى ضعيفة هيكلية البناء وفقيرة وغير مسجلة في المناطق الساحلية في جنوب شرق الهند. ومنذ عام 1969، ساعدت في إعادة بناء 505 من هذه القرى، التي كثيراً ما تُدمر بفعل الكوارث الطبيعية. كما تساعد القرويين من خلال استشارة الخبراء والتمويل اللازم لانشاء مراكز للتدريب والصحة، والمدارس، ودور المسنين والاطفال، وبرامج لدعم المرأة. تأسست المنظمة من قبل اليسوعيين البلجيكيين مايكل أ. ويندي، وهي مدعومة إلى حد كبير من قبل المنظمات الأوروبية والمدن المانحة.
وتساعد المنظمة في بناء القرى وكذلك في إنشاء المرافق داخل القرى: المدارس ومراكز التدريب على المهارات، والعيادات الصحية، ومراكز رعاية الطفل والمجتمعات المحلية، ودور الأطفال ودور المسنين، ولا سيما بين الداليتس.

## قائمة مراجع
- جوزيف هاينز. (تحرير): يجب أن تحترق النيران. القرى من أجل الهند.. لمايكل أ. ويندي، سيج، بمناسبة عيد ميلاده الخامس والسبعين في 28 أبريل 1996، من قبل أصدقائه في أوروبا. غلاف، كيلكهايم - إبينهاين، الناشر الذاتي، الطبعة الثانية (1996).
- التنمية المستدامة. المفهوم النظري ودراسة الحالة.. أعمال الحلقة الدراسية التي يقوم بها توبياس شميت، جامعة توبنغن، المعهد الجغرافي (SS 1997)، متاحة عن طريق Vro ألمانيا EV.
- فيليكس دوفنر: استخدام طاقة المياه بواسطة عجلات المياه. معهد ديناميات السوائل وماكينات التدفق في جامعة فريديريكانا، كارلسروه (TH)، آب/أغسطس 1993، متاح من خلال Vro ألمانيا EV.

## وصلات خارجية
الموقع الإلكتروني الرسمي.